# Ocean City (New Jersey)
Ocean City je město v okrese Cape May County ve státě New Jersey ve Spojených státech amerických. K roku 2010 zde žilo 11 701 obyvatel. S celkovou rozlohou 27,964 km² byla hustota zalidnění 418,42 obyvatel na km².